# Варвара (альбом)
«Варвара» — первый студийный альбом российской певицы Варвары. Релиз пластинки состоялся 20 июня 2001 года на лейбле NOX Music. На диске представлено 14 композиций.

## Работа над альбомом
Первым синглом с альбома стала песня «Лети на свет», на которую режиссёром Фёдором Бондарчуком был снят дебютный клип Варвары, попавший в ротацию музыкальных каналов в июне 2000 года.
Летом 2000 года Варвара записала песню «Бабочка». В июне в древнем египетском городе Луксор проходят съёмки клипа на данную композицию. В сентябре 2000 года в эфирах радиостанций состоялся релиз трека как нового сингла с альбома. В хит-параде радиостанции «Европа Плюс» «ЕвроХит ТОП 40» песня добирается до 23 позиции, пробыв в чарте 6 недель.
В конце 2000 года в качестве сингла выходит новая песня — «На грани». Видео на композицию было выстроено на концептуальной идее режиссёра ролика Сергея Кальварского. Согласно идее клипа, за визуальными метафорами змеи и кинжала, снятых в кадре, скрываются взаимоотношения мужчины и женщины, уже обжегшейся в жизни, но, наконец, встретившей воплощение своего идеала.
Последний трек с альбома — «Варвара» — был записан  9 марта, в день рождения дочери певицы, которую исполнительница назвала Варварой.

«Я счастлива. Ведь для меня нет разделения: личная жизнь или работа. Сейчас всё мне кажется огромным праздником, где рождение дочки, рождение альбома, наступление весны — единое целое».— Варвара
«Варвара» становится промосинглом с нового альбома и попадает в радио-ротацию. Трек успешно стартует в хит-параде радиостанции «Европа Плюс» «ЕвроХит ТОП 40» на 34-й позиции и за 8 недель добирается до 4-й позиции чарта, ставшей его пиком. Песня продержалась в хит-параде 11 недель.
Презентация альбома «Варвара» состоялась 20 июня 2001 года в Москве в развлекательном комплексе «Golden Palace».

## Реакция критики
| Оценки критиков | Оценки критиков |
| Источник        | Оценка          |
| --------------- | --------------- |
| InterMedia      | (отрицательная) |
| Play            | (положительная) |
| Звуки.Ру        | (смешанная)     |

Алексей Мажаев из Intermedia посчитал, что пластинка практически ничем не примечательна. Песни, по его мнению, «тяжеловесны», «шлягерность мелодий близка к нулю». Самыми запоминающимися треками с пластинки журналист посчитал песни «Рекс, Пекс, Фекс» и «Гавайи» с юмористическими акцентами. Кроме того, Алексей отметил неудачное прочтение исполнительницей рэпа в песне «Не мешай».
В журнале «PLAY» альбом оценили очень высоко, назвав «Варвару» «приятным сюрпризом» для тех, кто разочаровался в российской женской поп-музыке. В рецензии был сделан акцент на качество и разнообразие аранжировок к трекам, отмечено, что все они «если не на среднеевропейском, то, по крайней мере, очень близком к тому уровне». Все песни из трек-листа были охарактеризованы положительно. Песню «На грани» автор сравнил с работами Линды, «душещипательную» балладу «Два сердца» — Тони Брэкстона. Особенно актуальными для лета в журнале сочли песни «Рекс, Пекс, Фекс» и «Гавайи».
Дмитрий Бебенин (сайт «Звуки.Ру») отметил, что на первой пластинке Варвара «очень рискует» получить ярлык «певица боли». Песни «На грани» и «Лети на свет» журналист посчитал нервными, отметил провокационность строк «я падаю ниц пред тобой» и «живою водой поишь меня» в композиции «На грани» и сравнил данный трек с песней Marilyn Manson «Tainted love». Положительной чертой альбома рецензент назвал то, что к работе над всеми песнями с диска были привлечены в основном «крепкие шлягер-хозяйственники». По словам Дмитрия, это Ким Брейтбург («Лети на свет», «Рекс, Пекс, Фекс», «Ангел плохих вестей»), Александр Шкуратов («Бабочка», «Не мешай») и Геннадий Богданов («Гавайи»).

## Список композиций
| №   | Название                                       | Автор(ы)                               | Длительность |
| --- | ---------------------------------------------- | -------------------------------------- | ------------ |
| 1.  | «Варвара»                                      | А. Лунёв, Э. Мельник                   | 4:07         |
| 2.  | «Бабочка»                                      | А. Шкуратов, А. Иванов                 | 3:42         |
| 3.  | «Лети на свет»                                 | К. Брейтбург, М. Брейтбург, Э. Мельник | 4:04         |
| 4.  | «На грани»                                     | К. Борис, Э. Мельник                   | 3:40         |
| 5.  | «Два сердца»                                   | А. Лунёв, И. Кокановский               | 3:05         |
| 6.  | «Лёд и вода»                                   | А. Протченко                           | 5:09         |
| 7.  | «Стеклянная любовь»                            | А. Лунёв, Э. Мельник                   | 3:38         |
| 8.  | «Прогони»                                      | В. Шемтюк, Э. Мельник                  | 3:38         |
| 9.  | «Рекс, Пекс, Фекс»                             | К. Брейтбург                           | 3:31         |
| 10. | «Гавайи»                                       | Г. Богданов                            | 3:26         |
| 11. | «Ангел плохих вестей»                          | К. Брейтбург, Э. Мельник               | 3:51         |
| 12. | «Не мешай»                                     | А. Шкуратов                            | 3:06         |
| 13. | «Лети на свет (Club mix/Grimm Brothers remix)» | К. Брейтбург, М. Брейтбург, Э. Мельник | 3:06         |
| 14. | «Бабочка (Club mix/Grimm Brothers remix)»      | А. Шкуратов, А. Иванов                 | 3:06         |

## История релиза
| Страна | Дата         | Название | Тип издания  |
| ------ | ------------ | -------- | ------------ |
| Россия | 20 июня 2001 | Варвара  | CD           |
| Россия | 2001         | Варвара  | аудиокассета |